# Nina Bang
Nina Henriette Wendeline Bang, de soltera Ellinger (6 d'octubre de 1866, a Copenhaguen; 25 de març 1928, a Copenhaguen), va ser una política danesa integrant del partit socialdemòcrata, a més d'historiadora. El 1924 va ser nomenada ministra d'Educació de Dinamarca, i es convertí en la primera dona que exercia aquest càrrec en un govern reconegut internacionalment (Aleksandra Kolontái va ser comissària del poble per al Benestar Social de la Rússia soviètica de 1917 a 1918. Constance Markievicz era ministra de Treball d'Irlanda, 1919-1922). Va renunciar al càrrec de ministra el 1926.

## Biografia
Bang va créixer en una família de classe mitjana de dretes, però a diferència del seu germà, el polític i físic Heinrich Oscar Günther Ellinger, que es va convertir en un membre de la Landsting (càmera de la Rigsdag –nom de la legislatura nacional de Dinamarca- des de 1849 fins a 1953, quan es va abolir el sistema bicameral. Aquesta cambra tenia poders iguals al Folketing, la qual cosa va fer les dues cambres del Parlament difícils de distingir) pel partit conservador Højre; ella es va convertir en marxista mentre estudiava història a la Universitat de Copenhaguen en la dècada de 1890. Quan es va graduar el 1894, esdevingué una de les primeres dones a Dinamarca a obtenir un grau acadèmic.
S'havia especialitzat en el comerç del segle xvi i en particular en els extensos registres dipositats a l'Arxiu Nacional de Dinamarca sobre els peatges recaptats en els estrets danesos que es van conservar al castell de Kronborg des de la dècada de 1420 fins a 1857. Bang va veure els registres dels vaixells que passaven per Oresund i el tipus i valor de la seva càrrega al llarg dels segles com a documents històrics únics en la història econòmica d'Anglaterra, Països Baixos, la Lliga Hanseàtica i els Països bàltics. L'anàlisi de la gran quantitat de documents va ser un projecte anglès: Tables of Shipping and Transport of Goods through the Soundorme, i ella va publicar els dos primers volums de Tabeller over Skibsfart og Varetransport gennem Øresund (en anglès: Tables of Shipping and Transport of Goods through the Sound) el 1906 i 1922. El projecte va donar lloc a un total de set volums, però Bang va ser-ne responsable només dels dos primers.
La carrera política de Bang va començar el 1903, quan es va convertir en membre del comitè executiu del Partit Social Demòcrata, on era l'única dona fins a l'arribada de Marie Nielsen el 1918. Només tres dones havien estat prèviament membres en l'elecció danesa a la Landsting de 1918, la primera sota la Constitució de Dinamarca de 1915, que va concedir drets a les dones, va ser triada pel Landsting, i fou membre fins a la seva mort el 1928. Va ser membre de la comissió de finances del Landsting, i va participar en diverses convencions internacionals socialistes com a substituta de Thorvald Stauning.
Quan el primer ministre de Dinamarca, Thorvald Stauning, va establir el seu primer govern, primer govern socialdemòcrata danés, el gabinet de Stauning I, el 1924, Bang va ser nomenada ministra d'Educació, la qual cosa la va convertir en la primera dona ministra a Dinamarca i una de les primeres al món.
Les ambicions principals de Bang com a ministra eren: democratitzar el sistema escolar i millorar la formació dels docents.
Malgrat ser la primera dona a arribar al cim del sistema polític a Dinamarca, Bang mai va estar compromesa amb moviments feministes, però considerava la situació de les dones una part de la lluita política, i va criticar el moviment de dreta de la dona per ocultar les diferències entre les classes de la societat.
Bang va despertar una gran commoció quan en el 50 aniversari del nou edifici del Teatre Reial de Copenhaguen el 1924, es va prohibir que s'executés l'obertura d'Elvehøj i, per tant, l'himne reial, el Kong Kristian. Quan un grup d'estudiants va cantar l'himne de tota manera, dirigint-se directament al rei Cristià X de Dinamarca, ella es va negar a posar-se dempeus com la tradició dictava i com tot el públic va fer. Alguns dels altres ministres tenien problemes per decidir si asseure's o estar dempeus, però només Bang va estar asseguda tot el temps.
Com a política, va ser inflexible i agressiva, característiques que li van valer el sobrenom de "la nostra Senyora de Dinamarca" i "l'únic home real al govern".
Quan el govern de Stauning va dimitir el 1926, Bang va continuar com a membre del Landsting, però a causa d'una malaltia va dimitir del càrrec. Va morir el 1928.